# Heliophanus imerinensis
Heliophanus imerinensis là một loài nhện trong họ Salticidae.
Loài này thuộc chi Heliophanus. Heliophanus imerinensis được Eugène Simon miêu tả năm 1901.